# Clayton (Geòrgia)
Clayton és una població dels Estats Units a l'estat de Geòrgia. Segons el cens del 2000 tenia 2.019 habitants.

## Demografia
Segons el cens del 2000, Clayton tenia 2.019 habitants, 816 habitatges, i 497 famílies. La densitat de població era de 252,3 habitants per km².
Dels 816 habitatges en un 22,7% hi vivien nens de menys de 18 anys, en un 44,7% hi vivien parelles casades, en un 11,2% dones solteres, i en un 39% no eren unitats familiars. En el 33,8% dels habitatges hi vivien persones soles el 18,1% de les quals corresponia a persones de 65 anys o més que vivien soles. El nombre mitjà de persones vivint en cada habitatge era de 2,29 i el nombre mitjà de persones que vivien en cada família era de 2,79.
Per edats la població es repartia de la següent manera: un 19,2% tenia menys de 18 anys, un 9,4% entre 18 i 24, un 26,3% entre 25 i 44, un 21,7% de 45 a 60 i un 23,4% 65 anys o més.
L'edat mediana era de 40 anys. Per cada 100 dones de 18 o més anys hi havia 93 homes.
La renda mediana per habitatge era de 26.600 $ i la renda mediana per família de 36.164 $. Els homes tenien una renda mediana de 25.823 $ mentre que les dones 18.304 $. La renda per capita de la població era de 15.977 $. Entorn del 7,9% de les famílies i el 14,6% de la població estaven per davall del llindar de pobresa.

## Poblacions més properes
El següent diagrama mostra les poblacions més properes.